# Đế quốc Hephthalite
Đế quốc Áp Đạt, tức Đế quốc Hephthalite (tiếng Bactria: ηβοδαλο) là một đế quốc được thành lập bởi người Áp Đạt, còn gọi là người Bạch Hung hoặc Bạch Hung Nô sống ở Trung Á vào khoảng thế kỷ thứ 5 đến thế kỷ thứ 8. Vào thời hoàng kim của mình, lãnh thổ của họ trải dài từ dãy núi Pamir đến một phần của vùng Altishahr ở phía đông và lan rộng đến biển Caspi ở phía tây.